# Соколово-Кундрюченский
Соколово-Кундрюченский — бывший посёлок городского типа в Ростовской области России. Входил в Соколово-Кундрюченский поселковый совет. В 2004 вошёл в черту города Новошахтинска.

## География
Расположен вблизи государственной границы с Украиной, по реке Кундрючья.

## История
В 1914 году — х. Соколовско-Кундрюческий Новочеркасской станицы.
В 1940—1956 годах административный центр Красногвардейского района, существовавшего в это время в составе Ростовской области РСФСР
Во время Великой Отечественной войны место проведения Донбасско-Ростовской стратегической оборонительной операции. Здесь сражалась 35-я кавалерийская дивизия.
В 1998 году в состав рабочего посёлка включен посёлок Юбилейный.
В 2004 году Постановлением Законодательного собрания Ростовской области № 447 был включён, вместе с посёлками Самбек и Красный в состав города Новошахтинск.

## Население
| 1959   | 1970    | 1979    | 1989  | 2002  |
| ------ | ------- | ------- | ----- | ----- |
| 11 028 | ↘10 933 | ↘10 709 | ↘9036 | ↗9600 |

## Известные уроженцы, жители
27 апреля 1914 года на хуторе Соколовка, будущем селе Соколово-Кундрюченский, родился Иван Алексеевич Филимонов, машинист врубовой машины шахты № 2 «Узловская», Герой Социалистического Труда.

## Инфраструктура
Производство кирпича; инкубаторная станция. Шахта 43 (ШУ «Степановская»), ранее специализировавшаяся на добыче угля, в данное время полностью разрушена.

## Достопримечательности
- Церковь Михаила Архангела

## Транспорт
В 3 км от села — железнодорожная станция Юбилейная (на линии «Горная—Кондрашёвская»).